# Lijst van voetbalinterlands Australië - Tsjechië (vrouwen)
Deze lijst van voetbalinterlands is een overzicht van alle officiële voetbalinterlands tussen de nationale vrouwenteams van Australië en Tsjechië. De landen hebben tot nu toe drie keer tegen elkaar gespeeld.

## Wedstrijden
| № | Plaats    | Datum           | Competitie          | Wedstrijd            | Uitslag |
| - | --------- | --------------- | ------------------- | -------------------- | ------- |
| 1 | Melbourne | 10 januari 2000 | Vriendschappelijk   | Australië − Tsjechië | 3 − 0   |
| 2 | Paralimni | 11 maart 2015   | Cyprus Women's Cup  | Australië − Tsjechië | 6 − 2   |
| 3 | Gosford   | 11 maart 2015   | Cup of Nations 2023 | Australië − Tsjechië | 4 − 0   |

## Samenvatting
| Competitie         | Totaal gespeeld | Winst Australië | Gelijk | Winst Tsjechië | Doelsaldo Australië – Tsjechië |
| ------------------ | --------------- | --------------- | ------ | -------------- | ------------------------------ |
| Cup of Nations     | 1               | 1               | 0      | 0              | 4 − 0                          |
| Cyprus Women's Cup | 1               | 1               | 0      | 0              | 6 − 2                          |
| Vriendschappelijk  | 1               | 1               | 0      | 0              | 3 − 0                          |
| Totaal             | 3               | 3               | 0      | 0              | 13 − 2                         |